# Terreiro do Paço (métro de Lisbonne)
Terreiro do Paço est une station du métro de Lisbonne sur la ligne bleue, mise en service le 19 décembre 2007.